# Gwiazdy polskiej muzyki lat 80. (album Lombardu)
Gwiazdy polskiej muzyki lat 80. – album kompilacyjny zespołu Lombard wydany 2 października 2007 roku jako dodatek do gazety. Zawiera 14 przebojów grupy z lat 1981–1986. Do albumu jest dołączona 24 stronicowa książeczka zawierająca krótką historię zespołu oraz wywiad z Grzegorzem Stróżniakiem i kalendarium zespołu autorstwa Leszka Gnoińskiego i Jana Skaradzińskiego. Książeczka opatrzona jest fotografiami zespołu. Płyta pochodzi z kolekcji „Dziennika” i jest szesnastą częścią cyklu „Gwiazdy polskiej muzyki lat 80.”.

## Spis utworów
Źródło:.
1. „Szklana pogoda” – 3:28
2. „Droga Pani z TV” – 3:06
3. „Nasz ostatni taniec” – 4:14
4. „Taniec pingwina na szkle” – 4:16
5. „Mam dość” – 3:40
6. „Dwa słowa, dwa światy” – 6:42
7. „Adriatyk, ocean gorący” – 6:39
8. „Stan gotowości” – 4:53
9. „Gołębi puch” – 4:21
10. „Diamentowa kula” – 4:24
11. „Bez zysków, bez strat” – 3:57
12. „Kryształowa” – 3:17
13. „Znowu radio” – 3:58
14. „Przeżyj to sam” – 7:42 (live)

## Autorzy

### muzyka
Źródło:.
- Grzegorz Stróżniak (1, 3, 5–10, 12, 14)
- Jacek Skubikowski (2, 4, 11)
- Piotr Zander (13)

### teksty
Źródło.
- Marek Dutkiewicz (1, 10)
- Jacek Skubikowski (2, 4, 8, 11, 12)
- Leszek Pietrowiak (3)
- Małgorzata Ostrowska (5–7, 9, 13)
- Andrzej Sobczak (14)